# Ziarul de Gardă
Ziarul de Gardă (Зиарул де Гардэ) — молдавская еженедельная газета, специализируящаяся на журналистских расследованиях. Выпускается на румынском языке, интернет-версия — на румынском и на русском языках.
Издаётся с 2004 года. С 2014 года при финансировании USAID газета выпускает приложение «Объектив Европа».
Согласно отчёту по работе программы финансируемой USAID, на 2007 год газета являлась второй в Молдавии по числу материалов о коррупции и нецелевом использовании государственных средств и первой по площади уделяемой таким материалам. По мнению Фонда Сороса издание одним из первых традиционных СМИ обратило внимание на интернет, и к 2012 году сайт газеты стал самой значительной в Молдавии интернет-платформой журналистских расследований.
Газета позиционирует себя как независимая, однако активно финансируется из румынского бюджета.

## Скандалы, вызванные публикациями в газете
В 2013 году после опубликования газетой сведений об имущественном положении Елены Няга — заместителя прокурора столичного сектора Буюканы — разразился скандал, дошедший до парламента, и генеральный прокурор сместил Елену Няга с должности с переводом в Транспортную прокуратуру муниципия Кишинев.
Весной 2015 года журналисты газеты раскрыли тот факт, что неизвестно, на основании какого документа премьер-министр Молдавии Кирилл Габурич был зачислен в университет, поскольку он не оканчивал никаких общеобразовательных учебных заведений. В результате скандала, вызванного публикацией, Габурич подал в отставку.

## Критика
В 2009 году Служба информации и безопасности РМ обвиняла газету в распространении непроверенной информации и прослушивании телефонных переговоров публичных служащих.
В 2014 году газета критиковалась Партией коммунистов РМ за новость безымянного журналиста, в которой утверждалось, что в списке кандидатов в депутаты от ПКРМ присутствует умерший человек. При этом никакой список партия на тот момент не публиковала.